# 특별 은총
특별 은총이란 개신교에서 사용하는 신학용어로서 신이 구원을 주시는 특별한 은총이다. 선택자나 불택자나 구별없이 신의 사랑과 보살핌이 주어지는 일반 은총과 대조적인 말이다. 특별 은총은 신의 보편적인 사랑의 영역이 아니라 인간을 구원하신 신의 특별한 의지와 선택에서 그 의미를 찾는다. 하나님이 섭리에 의해서 선택받은 사람은 죄를 용서받고 예수 그리스도를 주로 믿는 구원의 은혜를 받는다는 것이다. 